# Maarouf Saad
Pour les articles homonymes, voir Maarouf et Saad.
Maarouf Saad (arabe : معروف سعد ; né en 1914 à Saïda et mort le 6 mars 1975) est un homme politique libanais.

## Biographie
Il participa à la résistance contre le mandat britannique sur la Palestine en 1936.
En 1957, il est élu député sunnite de sa ville, un poste qu'il conservera jusqu'à sa mort, le 6 mars 1975, quelques jours après avoir été grièvement blessé par balle le 26 février 1975, lors d'une manifestation de pêcheurs à Saïda. Ses partisans accusent l'armée ; une manifestation de soutien à l'armée est organisée par des chrétiens. Son assassinat est considéré comme l'un des éléments précurseurs de la guerre civile libanaise qui éclata deux mois plus tard.
Fondateur de l'Organisation populaire nassérienne, prosyrienne et propalestinienne, qui fut présidée par la suite pas ses deux fils, Moustapha Saad et Oussama Saad, tous deux députés.